# Jorma Kaukonen
Jorma Ludwik Kaukonen Jr. (Washington D.C., 23 de dezembro de 1940) é um guitarrista estado-unidense de blues, música folk e rock, conhecido por ter sido um dos fundadores da popular banda psicodélica Jefferson Airplane.

## Biografia
Kaukonen aprendeu a tocar guitarra ainda adolescente em Washington D.C.. Junto com baixista Jack Casady formaram a banda The Triumphs. Ele deixou a cidade para estudar, e em 1962 mudou-se para a área de São Francisco, inscrevendo-se na Universidade de Santa Clara. Durante esse período, lecionava guitarra em uma pequena loja de música da região. Convidado a reunir-se no Jefferson Airplane por Paul Kantner, o músico animou-se com o arsenal de efeitos disponíveis na guitarra elétrica.